# لورنس ريس
لورنس ريس (بالإنجليزية: Laurence Rees)‏ هو مؤرخ ومونتير وصحفي وكاتب سيناريو ومخرج بريطاني، ولد في 1957 في آير في المملكة المتحدة.

## وصلات خارجية
- الموقع الرسمي
- لورنس ريس على موقع IMDb (الإنجليزية)
- لورنس ريس على موقع قاعدة بيانات الفيلم (الإنجليزية)
- لورنس ريس على موقع كينوبويسك (الروسية)